# マクロス (架空の兵器)
- マクロスシリーズ > 超時空要塞マクロス > 超時空要塞マクロスの登場メカ一覧 > マクロス (架空の兵器)
  - マクロスシリーズの用語一覧 > マクロス (架空の兵器)

SDF-1 マクロス  (エスディーエフ ワン マクロス、MACROSS) は、1982年から1983年にかけて放映されたテレビアニメ『超時空要塞マクロス』および、関連作品に登場する架空の宇宙戦艦。
作品のタイトルとなっているメインメカで、物語のおもな舞台となる全長約1.2kmの巨大宇宙戦艦。「SDF」は「Super Dimension Fortress（超時空要塞）」の略。作品世界における西暦1999年に地球に落着した身長約10mサイズと推測される異星人の砲艦を、きたるべき星間戦争に備え統合政府を樹立した地球人の手で10年の歳月をかけ改修したものという設定で、物語の始まりとなる2009年、原型艦の敵対勢力である巨人型異星人ゼントラーディと交戦状態に陥り、約5万8000人の民間人を巻き込んで宇宙を航行することになる。民間人たちは艦内に市街地を築き上げ、乗組員たちは艦内に残された異星人のオーバーテクノロジー (OTM=Over Technology of Macross) を改修・駆使しながら、約1年にわたるゼントラーディ軍との戦い（第一次星間大戦）を切り抜けてゆく。艦長は地球統合軍准将、ブルーノ・J・グローバル。
物語中、海軍の航空母艦（空母）「プロメテウス」、強襲揚陸艦「ダイダロス」と接合し、戦艦から人型形態に変形（トランスフォーメーション）を行うように改修される。各形態はそれぞれ「要塞艦 (Cruiser Fortress)」、「強攻型 (Storm Attacker mode)」と呼ばれる。

## 制作・デザイン
スタジオぬえが企画していたガウォークが主役のハードSFアニメ作品『ジェノサイダス』を通すためのダミー企画として、商業上の要請から人型ロボットを出すことが必要となり、当時の子供のあいだで人気の高かったロボットと宇宙戦艦を組み合わせ、ロボットへと変形する巨大戦艦を主役メカとするのに決定したのが始まりである。戦艦サイズのロボットによる格闘戦は作画上の負担が過大になるため、小型の戦闘用ロボットを登場させることになった。
これらの理由付けとして、敵を巨人の異星人とし、地球人が異星人の艦を拾って「いい加減な改造」を施したことにより、偶然にも人型に変形することになるという設定に決まった。さらにインパクトを加えるため、当時『宇宙伝説ユリシーズ31』の企画用設定として提出しながら不採用となっていた「都市宇宙船」のイメージを取り入れ、民間人を乗せた巨大な変形ロボットの中に市街地が作られ、変形時には大混乱が生じ街が破壊されるといった設定となる。
こうした設定と、決してシリアスにはなりえない作品のムードからバイタリティー溢れる人々の姿が浮かび、そうした人類が生きてゆく「大いなる道」と、ロボットに数多く積まれた市民を指す「積載過剰」から「メガロード」と名付けられた。これに対し、かねてよりネーミングの重要性を認識していた広告代理店ビックウエストの大西良昌は、以前より考えていた「マクベス」という名を作品タイトルにしようとしたが、商標登録の関係で使用できず「マクロス」と名付けることに決定した。
デザインを手掛けたのはスタジオぬえの宮武一貴。当初、変形システムは『戦闘メカ ザブングル』のアイアン・ギアーに近いコンセプトであったが、『ザブングル』のほうが先に出たために早い段階で取り下げ、寝ている状態から縮めて立たせただけというようなシンプルな変形システムとした。また、大きさを表現するために本物の空母と強襲揚陸艦を腕として取り付けるという設定が加えられた。これについて宮武は、連名で『マクロス』のメカニックデザインを務める河森正治との会話で、当時の空母の艦首にあったブライドル・レトリーバーのホーンをかぎ爪に、強襲揚陸艦の艦首とバルバス・バウを握り拳に見立てると面白いということになり、このアイディアを採用したと述べている。
艦のサイズは当初600m、市街地を入れることにして2,000mとしていたが、上述のように空母を取り付けるという設定に合わせて1,200mとした。1.2kmという数字について宮武は、「人型でありつつ存在感を出せるサイズ。誰が見ても、冗談とわかりながら、リアリティを超えて面白いといってもらえる大きさ」を突き詰めた結果だと述べており、大きさを感じさせつつも、背景と動画のどちらでも描ける程度のサイズが望ましいということで、地球人の4、5倍あるとされる巨人が使用していた艦ということから、『宇宙戦艦ヤマト』に登場するヤマトの全長を4倍して算出したものであるとしている。
テレビ版の設定や物語を再構成した完全新作の劇場版『超時空要塞マクロス 愛・おぼえていますか』に登場するマクロスも宮武がデザインを手がけており、テレビ版のマクロスは劇場用としてはシンプルすぎる外観だったため、劇場の画面にふさわしい密度を目指しつつ作画に時間がかからないよう、「実際にはそこまで描いていないが、詳細なディテールを感じさせるような怪しげなライン」でまとめたと述べている。劇場版のマクロスはゼントラーディと敵対するメルトランディの砲艦を改造したものという設定になっており、宮武はデザインの過程に必要ということで、劇中には登場しない原型艦のデザインも行なっている。
劇場版では腕部の艦が、テレビ版において本来マクロスとドッキングする予定だったという設定の宇宙空母アームド01、アームド02に変更されている。これは2時間の映画に短縮し、最初からマクロスが宇宙空間で登場することになったためで、通常の空母が接続されているとその説明に時間がとられるが、宇宙空母であればその説明が必要なくなることや、マクロス艦全体のディティールを統一できることが理由である。劇場版のアームドは指に見えるようにビーム砲がデザインされている。

## 設定

### 作品中の歴史

#### 墜落と修復（1999年 - 2009年）
1999年7月、地球に異星人の恒星間宇宙船が飛来。地球をほぼ4分の3周し、進路上の地上に甚大な損害を与えながら、南太平洋上の南アタリア島へと落着した。国連代表調査団が大破した船体を調査した結果、最近まで実戦使用されていた宇宙軍艦であり、元所有者は人類の5 - 6倍の体格を持つ巨大異星人であることが判明。人類の知らない宇宙で大規模な戦争が行われていると推察された。
この巨大船はもともとは監察軍の軍艦であり、敵対するゼントラーディ軍との戦闘で損傷して放棄されたのち、自動フォールド航行で地球に現われたものだった。のちに人類はその正体を知るが、偶然地球に墜ちたのか、あるいは意図的に落とされたのかは定かでない。
人類はいずれ戦火が及ぶことに備えるため、地球を一つの国家とする統合政府を樹立し、識別名ASS-1 (Alien StarShip-1) と呼ばれた落着艦の修復・改修を進めた。ASS-1がもたらした当時の科学技術をはるかに凌駕するオーバーテクノロジー（「マクロスのオーバーテクノロジー（Over Technology of Macross）」すなわちOTM）は、人類の科学技術の大きな発展と飛躍に多大に寄与することとなった。
完成予定は2005年6月であったが大幅に遅れ、統合戦争中は幾度となくOTM奪取をもくろむ反統合同盟の攻撃対象となった。落着から10年後の2009年、ようやく統合宇宙軍所属艦SDF-1として完成し、MACROSS（マクロス）と命名された。晴れて統合軍のシンボルとなったが、長く世界情勢を混乱させた元凶として、必ずしも万人に祝福されたわけではなかった。完成後は南アタリア島工廠から離床し、宇宙空間でアームド級宇宙空母を接続し、宇宙ドックで艤装を施され2年後にテスト航海に旅立つ予定だった。
テレビ放送時、第15話で「マクロスだけで、統合軍の戦力の1/10に相当する」という台詞があったが、映像ソフト化の際にカットされた。『小学館テレビ名作アニメ版 超時空要塞マクロス』には再録されている。

#### 第一次星間大戦 （2009年 - 2010年）
2009年2月の進宙式当日、月軌道上にゼントラーディ軍が出現。これにマクロス艦内に監察軍が残したブービートラップが反応し主砲を自動発射、先鋒艦を撃沈したため、否応なく人類とゼントラーディ軍は交戦状態に突入する。ブルーノ・J・グローバル艦長の判断でフォールド航法による危機脱出を試みるが、目標の月の裏側ではなく冥王星軌道付近まで飛ばされ、フォールドシステム自体も消滅する。マクロスはこれに巻き込まれて同時にフォールドした南アタリア島の市民と市街地を艦内に収容。同様に巻き込まれた強襲揚陸艦ダイダロス、攻撃空母プロメテウスをアームド-01、02の代わりに両舷に接続する。
マクロスは艦内に多数の民間人を抱えたまま、通常エンジンでの地球への単独帰航を余儀なくされる。ブリタイ・クリダニク率いるゼントラーディ軍追跡艦隊はマクロスへの興味からたびたび偵察や拿捕を試みるが、トランスフォーメーションやピンポイントバリア、ダイダロス・アタックの開発、火星基地の爆破などで窮地を切り抜ける。9か月後の2009年11月、敵包囲網を突破し、からくも地球の太平洋上へと着水。地球帰還の念願を果たす。
しかし統合軍はグランドキャノンを軸とした本土防衛体制へ移行しており、ゼントラーディ軍に追われるマクロスは歓迎されなかった。艦内市民の処遇も、異星人との交戦事実を隠蔽するため、反統合勢力のテロにより全員死亡とされていた。市民解放をめざした賭けも、全方位バリアの暴走でオンタリオ自治区を壊滅させたために実らず、ついには囮として地球外退去命令を受ける。しかし、のちの交戦で敵側の亡命希望者を受け入れたことから、単独でブリタイ・アドクラス艦隊と和平協定を締結する。
2010年2月、地球人類の抹殺を図るボドル基幹艦隊約480万隻が出現し、一斉射でたちどころに地球をほぼ全滅させる。この圧倒的劣勢に対し、マクロス・ブリタイ同盟1千隻は一条輝のアイデアをもとに、アイドル歌手リン・ミンメイの歌を「音波兵器」として使用する「リン・ミンメイ作戦」を発動。ミンメイの歌とキスシーンによるカルチャーショックで動揺した敵陣の混乱を突き、グランドキャノン発射で手薄になった宙域を進撃する。マクロスは旗艦フルブス・バレンス内にマクロス・アタックを敢行し、敵中枢部で温存していた全反応弾を発射。ボドルザー司令長官もろとも撃破に成功し、大戦を終結に導く。

#### 戦後（2010年 - ）
崩壊するフルブス・バレンスからの脱出に成功したマクロスは強攻型のまま大気圏に突入。アラスカの統合軍総司令部跡地周辺へ降下し、ボドル基幹艦隊の軌道爆撃で地表にできたクレーターの中に不時着する。同様に航行不能で脱出できなかったゼントラーディ艦艇も地球へ降下し、残存兵力との地上戦が半月続く。残存ゼントラーディ人との間に和平が結ばれたのち、マクロスに新統合政府指令所が設置される。周囲には新統合政府の首都マクロス・シティが建設され、不時着したクレーターには水が溜まりマクロスレイクとなる。
2012年1月、カムジン一派の反乱に際して新指令所は壊滅するものの、旧メインブリッジを使用してマクロスは約2年ぶりに飛行、接近するカムジン艦に主砲で迎撃を試みるが直撃できず、主砲発射の影響で主砲の砲身は全壊、特攻したカムジン艦を避けきれずに、ダイダロスを含む右舷が大破しながらもこれを撃退する。
その後は再び修復され、銀河系に発展する地球文化圏の守護像として長く巨影をとどめる。
2040年（『マクロスプラス』）のシャロン・アップル事件では、暴走したバーチャルアイドルのAIに乗っ取られ、一時的に再浮上する。イサム・ダイソンの搭乗するYF-19 2号機によりマクロス頭部にあるシャロン・アップルの中枢を破壊され、再びマクロス・シティに鎮座することになる。
2051年（『マクロス VF-X2』）においては、ゲーム終盤で頭部艦橋にジャミングサウンドシステムが搭載される。反統合政府組織ビンディランスに所属するルートを選んだ場合、同年2月14日にエイジス・フォッカーが搭乗する機体がマクロス頭部艦橋を破壊する。
2059年（『マクロスF』）においても、マクロス・シティ中央に健在。
2090年代（『超時空要塞マクロスII -LOVERS AGAIN-』）にはマルドゥーク艦隊の地球襲来に際して浮上する。詳細は後述の「『超時空要塞マクロスII -LOVERS AGAIN-』版」を参照。

### 特徴

#### サイズ
全長約1,200mという人類史上最大の戦艦だが、人類の5、6倍の身長をもつ巨人種族が乗れば200m級の軍艦という感覚になる。また、ゼントラーディ軍の2,000m級であるスヴァール・サラン級標準戦艦に比べれば中型級でしかない。サイズに比して長大な砲身を持つため、元は監察軍の中型砲艦だったと推察される。当初予定されていた長距離テスト航海では、乗員と家族その他あわせて約2万3000人の乗艦が見込まれていた。

#### 構造
生存率を高めるためモジュール構造が多用され、もっとも防御機能の高い艦体中央ブロックに主動力炉やフォールドシステム、軍関連施設などが集約されている。身長10mの巨人族サイズに合わせて建造されたものを地球人類用に改修したため、艦内には膨大なスペースがあり、閉鎖された無人区画も多い。各部への移動（交通）にはメトロやバイパス道路が使われる。

#### 艦内市街地
フォールドに巻き込まれた南アタリア島の市街地を、強攻型の下脚部にあたる右舷推進部の伝導パイプ上に収容・復元した仮設都市（左舷側は農業・工業生産ブロック）。全長400mほどだが、メインストリートを挟み上下にプレートが何層も重なって構成される。南アタリア島の避難民約5万8000人が日常生活を営み、病院、学校など公共施設のほか、長い航海に飽きないよう商業施設、テレビ局や映画館などの娯楽施設も整備される。また、立体投影により空まで再現されるようになる。当初はトランスフォーメーションによって甚大な被害を受けるが、のちにはそれに添ったかたちで区画整理がなされ、被害が出ることはなくなる。成り行き上建設された都市であるが、約1年におよぶ生活体験は、のちの超長距離移民計画の貴重な前例となる。

#### 機関
主機関は巨大な熱核融合反応炉。OTMの重力制御装置を用いれば重力下での浮上も可能であったが、初作動時に調整不足のため、周囲の固定器具に急激な金属劣化が生じ、甲板を突き破り飛び去る。そのため、以後の航行には主に地球製の噴射推進系（艦底・艦尾部）が用いられる。その後航行中に重力制御装置は再建され、地球圏での移動に用いられる。また艦内では人工重力により地上と同様の生活が可能となっている。

#### フォールドシステム
フォールドシステムとは、OTMの核である超時空空間転移装置のこと。マクロスでは監察軍落着艦のシステムをほとんどそのまま利用している。稼動理論は解明されたものの未解明な部分も多く、実戦での初作動時に目標を月の裏側に設定したにもかかわらず冥王星付近への転移という誤作動を招き、フォールド機関自体も亜空間へ消滅する。ブービートラップ発動の余波、あるいはテストなしの実戦使用など事故原因は推測されるのみである。

#### 艦載機
プロメテウス、ダイダロス両艦の所属機を含め、量産間もない可変戦闘機バルキリーや、陸戦兵器デストロイドシリーズ、無人戦闘機ゴーストなどを多数搭載。航行中もマクロス艦内工廠で逐次生産されるので、正確な機数は明らかではない。

#### 兵装
主砲（バスター・キャノン）
艦前部の長大な対の砲身間より発射される大出力ビーム兵器。地球から月軌道上のゼントラーディ戦艦を撃破できるほどの射程と威力をもつ（連射も可能）。フォールドシステム消失で一時発射できなくなるが、トランスフォーメーション（後述）により解決される。なお、トランスフォーメーション時には砲身を正面に倒して砲撃することも可能だが、劇中で使われるのは最終話のみである。
副砲
両肩部にはレールガン4門など、各所に副砲が搭載されているが、大半は進宙式典用の飾りにすぎず、式典終了後に衛星軌道上で艤装が行われる予定であった。そのために本来は陸戦兵器であるデストロイドが防空任務を支援する。地球への帰還航海中に艤装が行われ、第27話「愛は流れる」における最終決戦では、副砲からも砲火が放たれるさまが描かれている。きわめて威力の高い反応兵器の使用は、最終局面にむけて温存される。
ピンポイントバリア（PPB）
フォールドシステム消失によって偶然生じたエネルギーを利用した、直径10m程度の局所的バリア。3人の女性オペレーターがトラックボールを操作し、着弾点に移動させることで防御する。ただし初使用時にはシステム調整不足で主砲発射に障害をきたし、苦肉の策として下記のダイダロス・アタックが考案される。
全方位バリア
のちに開発される艦全体を覆う巨大円球形のバリア。敵の攻撃をほぼ完全に無力化できるが、安定させることが難しくオンタリオ自治区上空戦において暴走、爆発する。ボドル基幹艦隊との決戦時に、フルブス・バレンス中枢での反応弾発射直後に展開。このときはバリアの安定化に成功し、爆沈するフルブス・バレンス内部のマクロス艦体を守り抜く。

### 戦法

#### トランスフォーメーション
地球に落着した監察軍の砲艦（識別名ASS-1）は、ゼントラーディ軍の艦艇と異なり、独立したブロックを組み合わせるモジュール構造で造られていた。地球でSDF-1マクロスへ改修された際にも、生存率向上のためそのまま復元されたが、のちの実戦において「トランスフォーメーション」という想定外の用途に活用されることになる。
マクロスの通常巡航形態（要塞艦）では艦体の中央ブロックに主反応炉やフォールドシステムが設置されており、主反応炉は後部推進ブロックに接続してエネルギーを供給している。主砲発射時にはフォールドシステム上の伝導管を通じて、前部砲身ブロックにエネルギーが送られる仕組みだったが、フォールド事故でフォールドシステムが消滅した際、巻き添えで特殊合金製のエネルギー伝導管までもが消滅したため、要塞艦型での主砲発射が不可能となる。そこで窮余の策として、艦体を構築する各ブロックを組み換え、主反応炉と主砲回線を直結させる「応急的な主砲発射体勢」が編み出されることになる。
艦体中央ブロック後方の主反応炉と砲身ブロック基部のエネルギーコンバーターを接近させるには、艦中心を軸にそれぞれを逆方向に90度ずつ回転させ、円周上で位置を重ね合わせる方法が用いられる。そのプロセスは、
1. 砲身が左右にスライドし、それぞれ90度回転して中央にビーム収束スペースができる（通常の主砲発射体勢）。
2. そのスペースをすり抜け、艦体中央ブロックが前方に90度回転。後方の艦橋ブロックは位置を保つが、艦橋は隣接するレーダーブロックと合体する[注 9]。
3. 両舷の砲身・胸部（腕部）・脚部ブロックが連動して後方に90度回転。主反応炉と主砲のエネルギーカップラーの位置が隣接し、導線が結ばれる。
4. 砲身が胸部斜め後方へスライド。脚部が伸張し、腕部兵装ステーションも両翼へ展開される。

全長約1,200メートルの巨体のため、発動から完了までの所要時間は3分以上の時間が必要。直結とはいえ、主反応炉と主砲回線は完全に直接繋がるわけではなく、変形のたびに搭乗員やバトロイドが直径数メートルから数十メートルもある複数の補助導線を抱えて艦内を走り回り、手動で接続する。そのうえ、艦内の補助導線の接続コネクタの位置は、あまりの艦体の巨大さゆえに全く同じ位置に固定されることは少なく、変形のたびに数十メートルの誤差を伴う。
結果的に、作業後の主砲発射体勢は人型ロボットを模したような形態となるが、統合軍は体面上自軍の戦艦がロボットもどきになるのを好まず、婉曲的に「強攻型」という名称を付けたという説もある。しかし、副産物としてダイダロス・アタック（後述）なる奇想天外な近接迎撃戦術までも生み出し、たびたび窮地を切り抜ける原動力となった意味で、その開発意義は大きい。
星間大戦終結後、マクロスは強攻型で地上に降り立ち、その姿のまま新統合政府のシンボルとなる。後世では原型の要塞艦より強攻型の方が代表的なイメージとして親しまれることになる。
弊害としては、艦内総掛かりの大作業であり、対空・迎撃のために戦闘配備されているデストロイド部隊もいったん艦内に収容されるため、変形中マクロスの防空体制は一時的に脆弱化する。あくまで対艦戦闘ミッションのため、敵小型機動兵器の迎撃はバルキリーなど航空部隊の奮闘に期待するしかない。また、要塞型の航法システムとは別物になるため、推進系や重力制御系に不都合が生じ、巡航速度が極端に低下する。地球への帰還を急ぐマクロスとしては戦闘時以外は解除したいところだが、艦内に南アタリア島仮設市街地を抱える特殊事情から、頻繁な変形は控えるよう配慮される。地球帰還後は、高速巡航が不要になったことと重力下での変形は困難なことから、大気圏内では強攻型のまま運用される。その後の地球圏離脱の際に一度だけ要塞艦へと変形するが、その後ふたたび強攻型へと変形し、以後トランスフォーメーションが行われることはない。
変形に伴い、艦内においても構造ブロックが著しく変動されるため、初めてのトランスフォーメーションの際は、推進ブロック（強攻型の脚部）内に再建されたばかりの市街地は壊滅的な被害を受け、事前通達の不十分から民間人の住民にも多くの犠牲者を出す。艦内市街地のストリートが、短時間とはいえ外界（宇宙空間）に直接繋がり、艦内の構造物やエアカーが吸い出される様子が描かれている。その後、市街復旧の際にブロックの移動にあわせた区画整理が行われ、建物の中にいれば安全を確保できるようになり、市街地の各箇所にはシェルターが設置される。変形発動の際には事前に「変形警報」が発令され、住民も次第に要領に慣れたため被害は減少していく。しかし、初変形時の艦内の損害はゼントラーディ軍の空襲より甚大であり、住民にはより実感的な戦争の脅威だったともいわれる。そのため、変形警報発令時には文字通り蜘蛛の子を散らすようにシェルターへ避難し、わずか数分間で市街地はゴーストタウンの様相と化す。また、艦体ブロックの移動に伴い一時的に出口のない閉鎖空間になる区画も存在し、変形時に住民が内部に閉じ込められる事態がしばしば発生する。
劇場版『超時空要塞マクロス 愛・おぼえていますか』では序盤のタイタンでの戦闘時に主砲発射のために強攻型へ変形する。市民らの台詞からすでに何度も変形していることがうかがえるが、劇中での変形はこの一度のみで以降は強攻型のまま運用される。艦内市街地も当初からトランスフォーメーションに対応した設計になっており、変形による直接の被害はない。

#### ダイダロス・アタック
『超時空要塞マクロス』第6話において、ゼントラーディ軍分岐艦隊司令ブリタイ・クリダニクによるマクロス捕獲の命令を受けたゼリル艦隊に対し、グローバル艦長はPPBシステムによる防護を前提に攻撃を持久させ、バルキリー隊を用いて敵を主砲射線上に誘引し、一網打尽とする作戦を立案する。戦況は予定通りに推移するものの、主砲発射の段になってPPBシステムを原因とするトラブルが発生し、主砲が撃てなくなる。この事態に際し、ブリッジに勤務するマクロス航空隊主任戦闘管制官の早瀬未沙中尉から、一種の接舷戦闘が発案される。
SDF-1マクロス右舷ドッキングポートに接合された超大型強襲揚陸艦SLV-111 ダイダロスの艦首に、マクロス所属のデストロイド部隊を配置したうえでダイダロス艦首にPPBを集中し、これを防護した状態で敵艦に突入させ、船体表面装甲部を突破したのちに敵艦内部でダイダロス艦首の揚陸用ランプを開放し、デストロイド部隊が斉射して敵艦を内部から破壊するというものである。これにより、敵艦は水ぶくれのように膨張したのちに爆発し、撃沈に成功する。その後、正式な攻撃システムとして採用され、窮地を凌ぐ最終手段として用いられる。
しかし失敗もあり、第16話では心理的に不安定な早瀬未沙が突入タイミングを誤り敵艦を貫通し、誤射したミサイルによって一条輝搭乗のバルキリーが撃墜される。またマクロス艦内に潜入したスパイの報告から、記録参謀エキセドル・フォルモが「ダイダロス・アタック返し」とも呼べる搦め手を考案。第22話ではブリタイが乗艦へわざとダイダロス・アタックを敢行させ、突入してきたデストロイド隊を返り討ちにしてダイダロス艦首から白兵戦闘ポッドを逆突入させ、マクロスを艦内から攻略しようと試みる。
ボドル基幹艦隊との最終決戦となる第27話「愛は流れる」ではこの発展型である「マクロス・アタック」を敢行する。強攻型の艦首部二か所とプロメテウス、ダイタロスの艦首にPPBを配して敵旗艦に突撃し、中心部で全艦の反応弾を発射したのち、追加装備されていた全方位バリアを展開して艦を爆発から保護。ボドルザーごと旗艦フルブス・バレンスを沈め、自身も地球への生還を果たす。
劇場版『超時空要塞マクロス 愛・おぼえていますか』ではダイダロス、プロメテウスに代わり宇宙空母アームド-01、-02が接舷されているため、強攻戦術は用いられることはない。ただし、のちのゲーム作品『超時空要塞マクロス 愛・おぼえていますか』には、アームド-01を用いた「アームド・アタック」が登場する。ダイダロス・アタックと異なり、アームド-01からバトロイドやデストロイドが戦艦内部に突入して白兵戦を行う演出となっている。
監督の石黒昇は1977年の『氷河戦士ガイスラッガー』で、戦闘機の機首に装備されたドリルで敵艦に突入し、敵艦内部でサイボーグ戦士が白兵戦を展開するラム戦／移乗攻撃（アボルタージュ）の「ソロン攻撃」を必殺技の演出として用いており、「ダイダロス・アタック」の演出はその流れを汲んでいる。

#### 不採用案
以下は、初期の企画段階で設定されていながら本編中で使用されず、不採用となった戦法や兵装である。これらのなかには、形を変えて描かれているものや、後継作品においてアイデアを転用されたものも存在する。
アステロイドクラッカー
小惑星（アステロイド）に両腕から放ったアンカーロケットを打ち込んで振り回すという戦法。
のちに美樹本晴彦の漫画『超時空要塞マクロス THE FIRST』第7話において同名の戦法「アステロイド・クラッカー」が描かれる。アステロイドベルトに停泊していたマクロスがカムジン隊の奇襲を受け追い詰められた際に、ブリッジに出前に来ていたリン・ミンメイの、小惑星をぶつければよいという発言から、「技術的には可能」と判断した早瀬未沙が指揮をとり実行する。ダイダロス上に展開したデストロイド隊が陽動にあたり、その隙にスパルタン隊がダイダロスからケーブルを伸ばしバリヤー誘導ターミナルを設置、ピンポイントバリヤー〔ママ〕のバーストにより指向性爆発を起こして小惑星を弾丸に変え、敵艦を撃破する。
ブレーキパラシュート
直径10kmのパラシュートを装着して大気圏突入を行う。
サンライザー
自艦周囲に球状のエネルギーを放ち、敵味方を問わず無差別に殲滅する兵器。惑星を消滅させるほどの威力があり、撃てるのは1か月に1回程度だが、使用するほどに威力が増大してゆく。
必殺プレートテクトニクス返し
地面を蹴り、盛り返した地殻を盾とする。当時の作画能力では描ききれず不採用となったが、このアイディアはのちに『劇場版 マクロスF』における「フォーメーション・ビッグ・ウェンズデー」に生かされることとなる（詳細は「劇場版 マクロスF#マクロス・クォーター」を参照）。
プロメテウスアタック（プロメテウスクラッシュ）
ダイダロスと対をなすマクロス左舷の大型攻撃空母CVS-101プロメテウスに関しても、設定の段階ではダイダロス・アタック同様に艦首を敵艦内に突入させ、バルキリー隊が白兵戦を行うという「プロメテウスアタック（プロメテウスクラッシュとの説もある）」が考えられていたが、劇中での使用はない。

### 劇場版
1984年公開の映画『超時空要塞マクロス 愛・おぼえていますか』に登場するマクロスは、複数の設定が異なるものとなっており、大画面にふさわしい密度を要求した結果、全体的にデザイン変更もなされている。
- 修復元となった墜落艦は、メルトランディ軍の長射程中型砲艦へと設定変更されている。ミリア艦と共通するシャープなデザインの設定画も存在する。なお、テレビ版の原型艦ASS-1に関しては、本編においてシルエットが描かれているほか、『ホビーハンドブック1 超時空要塞マクロス』（小学館、1983年）で設定画が発表されている。
- 初期計画どおり宇宙空母アームド-01（左）、-02（右）を両腕にしている。プロメテウス、ダイダロスはゼントラーディ軍の地球爆撃ですでに撃沈されており、劇中でプロメテウスの残骸が登場する。1997年発売のセガサターン版ゲーム『超時空要塞マクロス 愛・おぼえていますか』のオープニングムービーでは、スカル小隊の発進後、直撃を受け爆沈するプロメテウスが映像化されている。
- トランスフォーメーションの際の大艦橋とレーダーブロックの移動がなくなっている。大艦橋内部はテレビ版と大きく異なっており、テレビ版では室内描写であった中央指令所が開放型の複層形有視界方式に変更、外殻はほぼ落着艦のままで流用しているが、内部は地球の技術でメインブリッジと複数のサブブリッジが新設されており、大型の可動式メインパネルが前方中央に設置されている。ブリッジ内では多国語が飛び交っているが、これはセクションごとに使用言語が定められているためで、早瀬未沙らメインブリッジの上級管制官は、多言語を理解し指示を行うマルチリンガル教育を受けている。
- 艦内市街地は長期の航行を考慮して艦修復時より建設されていた設定となり、近未来的な統一デザインに刷新されている。劇場版では南アタリア島はマクロスのフォールド暴走に巻き込まれていないうえに、『超時空要塞マクロス Flash Back 2012』の作中において、街頭で民間からマクロス乗員を募る広告が掲示されるシーンもある。トランスフォーメーション対策も建設時から講じられており、コンサート会場の屋根は通常時は開放されているが、非常時に観客の安全確保のために閉じられたり、電気自動車の固定用フックが路面に設置されていたりするなど、明らかにテレビ版では描かれていなかったトランスフォーメーション対策の設備が市街地各所に描かれている。ただし劇中で変形を行うのは冒頭のタイタン近傍での戦闘時のみ。
- その他、艦体表面ディテールの追加、胴体部分のデザイン変更など。作品冒頭のアップで描きこんだブリッジは監督の河森正治が原画を描いた。なお、強攻型のシーン（プロトカルチャー遺跡での戦闘など）は庵野秀明が担当した。

### 『超時空要塞マクロスII -LOVERS AGAIN-』版
第一次星間大戦から約80年後を舞台とするOVA『超時空要塞マクロスII -LOVERS AGAIN-』では、マクロスのブービートラップが解除されることなく残っており、ときおり地球に現れるゼントラーディまたはメルトランディの艦に対して発砲している。市民にはエネルギー暴走と説明され、その際は「マクロス警報」が発令される。
デザインは劇場版に準じ、統合軍は使用しておらず、マクロス・シティ郊外のカルチャーパーク内で、強攻型のままモニュメントとして動態保存されている。閉鎖状態ではあるがメンテナンスは行われており、主砲発射や飛行は可能な状態となっている。「episode6 シング・アロング」においてマルドゥーク艦隊の位置を把握するために新統合軍とのデータリンクが行われる。
主砲発射の際に両肩の砲身のみでなく、両腕のアームドと脚部のカバーを前方に展開し、この作品独自の発射体勢で主砲を発射する（テレビ版、劇場版のように、砲身のみでの発射も可能）。メインブリッジは緊急時の脱出艇となっており、分離して単独で飛行することが可能である。
地球に侵攻してきたマルドゥーク艦隊の旗艦に対して浮上し、主砲で先制攻撃するもののまるで通用せず、反撃によって、被弾直前に離脱したメインブリッジ以外の艦体は大破する。離脱したメインブリッジも、着陸の際に破損し、マクロスは事実上全壊する。
小説版においては、マクロスの同型艦であるマクロス2が登場する。

## マクロスと接合する艦艇

### プロメテウス
CVS-101 プロメテウスは、地球統合海軍太平洋艦隊所属の大型航空母艦。全長512m。最新鋭可変戦闘機バルキリー150機他を搭載する。飛行甲板にはエレベーター9基とカタパルト6基（艦首4・アングルド・デッキ2）、その他対空ミサイル、対空ファランクスを備える。半潜水航行性能を持ち、艦橋（アイランド）は流体力学的形状に設計されている。
西暦2005年11月に就役し、統合戦争後にバルキリー部隊が配備される。2009年2月のマクロス進宙式典の際、周辺海域の警護任務のため南アタリア島海域に配備されていたが、強襲揚陸艦ダイダロスとともにマクロスのフォールド暴走事故に巻き込まれ、冥王星軌道上に転移する。この際、水密区画以外にいた乗員は死亡。その後は艦尾を改造のうえ、マクロスの左舷ドッキングポートに接続され、航空兵器のプラットフォームとして運用される。純然たる洋上艦であるため、水密区画以外では乗員は宇宙服を着用して運用している。
マクロスの防衛能力保持のため、緊急処置的に接続される本艦だが、第一次星間大戦および第一次マクロス・シティ防衛戦を戦い抜き、防衛戦後の西暦2012年のマクロス大改修で取り外されるまで、マクロスの航空戦力拠点としてその責務を全うする。
劇場版では、ブリタイ艦のフォールドに巻き込まれて未知の無人惑星に飛ばされた一条輝と早瀬未沙が本艦の朽ち果てた残骸を発見し、そこが変わり果てた地球であることを知る。1997年発売のセガサターン版ゲーム『超時空要塞マクロス 愛・おぼえていますか』のオープニングムービーでは、マクロス進宙式警護のため南アタリア島近海を航行中、ゼントラーディ軍接近の報を受け、スカル小隊が発艦した直後、衛星軌道上からのビーム攻撃により船体を真っ二つに割られ轟沈する。

### ダイダロス
SLV-111 ダイダロスは、地球統合海軍太平洋艦隊所属の大型強襲揚陸艦。全長488m。陸戦兵器デストロイド部隊を海上輸送し、その頑強な艦体によって敵前に強襲上陸作戦を行う。艦内には2層の格納庫があり、艦首には上陸用大型ハッチと展開式ランダー・タラップを備えている。また『超時空要塞マクロス THE FIRST』エピソード:0での冒頭シーンでは、後部に大型ウェルドック用ハッチを備える。プロメテウスと同様に半潜水性能を持ち、通常航行用と半潜水時哨戒用の2つの艦橋（アイランド）を持つ。
プロメテウス就役から5か月後の2006年4月に就役。2009年2月、プロメテウスと同様に南アタリア島海域でマクロスのフォールド暴走事故に巻き込まれ、冥王星軌道上に転移する。この際、完全水密ハッチを持つため乗員は無事だった。プロメテウスと同じく艦尾を改造されたうえで、アームド級宇宙空母に代わってマクロスの右舷ドッキングポートに接続され、マクロスの右舷として運用される。頑強な艦体とピンポイントバリアを利用した強襲接舷戦法として「ダイダロス・アタック」が考案され、マクロス強攻型の文字通り右腕として同艦の生存に大きく寄与する。
プロメテウスとともに第一次星間大戦を戦い抜くが、西暦2012年1月の第一次マクロス・シティ防衛戦の際に、特攻したカムジン艦の体当たりの直撃を受けてマクロス艦体の右舷もろとも大破。その後のマクロス大改修に伴いそのまま廃艦となる。
『超時空要塞マクロス』第3話には、宇宙空間のアームド級宇宙空母の艦隊の中に、ダイダロスやプロメテウスと同型の艦が数隻混じっているシーンがある。
漫画『超時空要塞マクロス THE FIRST』におけるマクロス進宙前のエピソードでは、グローバルの奇策でもって艦首を追尾していた改アクラ級潜水艦クリリスクにぶつけ沈める。
劇場版には登場しない。

### アームド級宇宙空母
アームド級宇宙空母は、もとは静止軌道上の浮きドックを、マクロスを軸とする戦略構想の要請により急遽宇宙支援空母へと改装したものである。アームド (ARMD) とはArmaments Rigged-up Moving Deckの頭字語。バルキリーなど艦載機のプラットフォームとして機能するほか、作戦中に燃料切れを起こした機体の回収行動も行う。そのため外装が強化され、艦尾には大型推進器が取り付けられた。ただし、推力に比して船体質量が必要以上に大きいため、艦速をはじめとする機動性能は劣る。間に合わせ仕様ではあったものの、単純な構造による実用性と量産性には一定の評価がある。
同級宇宙空母は月軌道上の工業ステーションで順次建造され、1、2番艦（ARMD-01、02）がマクロスの両舷に接続される予定であった。しかし、西暦2009年のゼントラーディ軍との開戦時、マクロスとのドッキングを阻止され、2隻とも撃沈される。その後8番艦までが就役し、オーベルト級宇宙駆逐艦とともに地球近傍の防衛任務にあたるが、これらもまたボドル基幹艦隊との決戦時に全滅する。
『ホビーハンドブック1 超時空要塞マクロス』40頁に宮武一貴によって描かれた「第二次艤装計画第一次試案」においては、右舷にARMD-07を装備。同29頁に掲載された完成予想写真（改造作例）では、左舷にARMD-05を装備している。
劇場版は本来の計画どおりマクロスの左舷にアームド-01、右舷に02が接続されている。マクロスの腕に見えるように指のような構造物が追加されるなどデザインがマイナーチェンジされている。作中では格納庫からスライド式フックアームでスーパーバルキリーを吊り出し、宇宙空間へ放出する発艦シークエンスも描かれている。地球上での戦闘シーンもあるが、この場合重力下でどのように発艦作業を行うのかは設定されていない。
富田祐弘によるシナリオ原本およびノベライズでは、マクロスはダイダロスとプロメテウスを装備。ノベライズでは、地球でARMD-05の残骸を目の当たりにした早瀬未沙が取り乱すシーンが書かれている。
1992年12月発売の『超時空要塞マクロス 永遠のラヴソング 』（PCエンジン・CD-ROM2 ）には「プロメテウスII」強襲揚陸空母が登場し、ゼントラーディの艦に対してダイダロス・アタックを敢行する。
1997年発売のセガサターン版ゲーム『超時空要塞マクロス 愛・おぼえていますか』のオープニングムービーでは、南アタリア島上でフォールドするマクロスにアームド級2隻が接合しているが、どの時点でマクロスとドッキングしたのかは不明。また、ゲーム中ではダイダロス・アタックと同様の戦法「アームド・アタック」が設定されている。
同じく1999年発売のPCゲーム、『マクロス アナザーストーリー』ではアームド級宇宙空母ヴァリウスがプレイヤーの母艦となり、単独でのアームド・アタック（ヴァリウス・アタック）を敢行する。
『マクロス7』の時代（約30年後）には、ステルス仕様で単独フォールド可能な次世代型のグァンタナモ級や2段甲板のウラガ級宇宙空母が登場する。

## マクロス級
艦体自体が一から建造したのではなく、前述のように巨人族用に建造された艦を地球統合軍の主力戦艦として改修するという特殊な経緯を経て就役したため、完全な同型艦は存在しない。とくに後付けである「両腕」などの部分において、監察軍のものとは、ある程度別の形状になっている。

### 準同型艦（オリジナル）
もとの持ち主である監察軍には原形となった艦が存在していたと考えられるが、ASS-1と完全な同型艦は発見されていない。
『ホビーハンドブック1 超時空要塞マクロス』には、「地球落下以前の復元想像図」、「第二期艤装計画第一次試案型」が宮武一貴の書き下ろしで掲載されている。
『超時空要塞マクロス』第30話では、第一次星間大戦後、新統合軍がゼントラーディの自動工場衛星奪取へ赴く際、航路上に大破して浮遊していた監察軍の宇宙戦艦に接触するが、この艦は上記の復元想像図とは違い艦首の主砲発射機構は描かれておらず、単胴型の末広がりの横幅のある船体と、船体と一体成型の横幅型の双発のメインスラスターの形状はスマートな船型をしているASS-1とは構造が異なる。監察軍との接触は貴重な機会であるため、同話ではブリタイ艦に同乗していた早瀬未沙が調査を進言するものの、工場衛星奪取作戦への時間的な制約と、マクロス同様ブービートラップの発動を憂慮したブリタイにより却下される。
小太刀右京の小説『マクロスフロンティア』では、同型艦は2059年時点で銀河のどこにあっても発見されておらず、その謎は飛来から50年後もタブロイド誌と学会を賑わせているとされている。

### 準同型艦および後継艦（地球製）

#### メガロード級（SDF）
2003年11月にマクロスをベースとした純地球製のSDF-2 メガロードが建造開始。のちに宇宙移民船メガロード-01へと仕様が変更され、2012年9月に地球を出港する。
なお、テレビ版の「メガロード」（設定画のみ）と、後年発売された『超時空要塞マクロス Flash Back 2012』に登場する「メガロード-01」はデザインが大きく異なっている。分冊百科『マクロス・クロニクル』においては、テレビ版設定がマクロス級2番艦メガロードとしての完成予想図、『Flash Back 2012』版が仕様変更され、実際にメガロード級移民船メガロード-01として完成したデザインであるとの解釈がなされている。
純地球製技術の向上とゼントラーディ艦艇の研究によりフォールドシステムの暴走・消滅の不安が解消されているため、不要となったトランスフォーメーション機構は廃止されている。そもそも、完成したメガロード-01は大幅な仕様変更に伴い、艦首主砲自体が搭載されていない。
PCゲーム『超時空要塞マクロスVO』（2001年発売）ではメガロード-02もトランスフォーメーションからの主砲発射の機構を持つ。またメガロード-02、メガロード-03の生産に関わった複合企業体の私設軍隊が秘密裏に、マクロス級戦艦「バルバトス」を擁している。
メガロード級は2029年までに少なくとも25隻が建造され、超長距離移民船団として地球から旅立っていく。

#### 第一世代型マクロス級（SDFN）
メガロード-01の出航直後の西暦2013年から、超長距離移民船団の予定航路調査や安全確保を目的として、マクロス級1番艦 (SDFN-1)「ジェネラル・ハヤセ」を筆頭に12隻の初代マクロスの同型艦が量産され、地球を出航している。
第117次大規模調査船団の旗艦としてマクロス級4番艦 (SDFN-4)「ジェネラル・ブルーノ・J・グローバル」が運用されていたが、2059年に惑星ガリア4の辺境で残骸として発見される。劇中では「第一世代型のマクロス」と呼ばれる。
『マクロス30 銀河を繋ぐ歌声』に登場するマクロス級8番艦（SDFN-8）「ジェネラル・ブリタイ・クリダニク」は惑星ウロボロスへの移民を行い、同惑星の首都「ブリタイ・シティ」となっている。
『マクロスΔ外伝 マクロスE』に同型艦が登場する。作中では正式ナンバー、正式名称は不明。2047年に惑星ピプレに移民開始以降、惑星ピプレの首都に強攻型の姿で鎮座している。2062年にゼルガル重工のイワン・ツァーリは「超時空要塞マクロス・エクストラ」と呼び、システムを再起動して再浮上させる。

#### 次世代艦と特徴の継承
新マクロス級
2030年、メガロード級の後継艦としてさらに巨大な宇宙移民船、新マクロス級1番艦が建造され、「マクロス」という名は地球人類の象徴、宇宙移民のシンボルとして移民船団の名称に引き継がれていくこととなる。新マクロス級はより優れたフォールド能力をもって、先行した調査船団に追いつき、マクロス級は移民船団に合流する。
2045年を舞台とする『マクロス7』（1994年 - 1995年放映）に登場するマクロス7は新マクロス級7番艦で、第37次超長距離移民船団の旗艦である。
2059年を舞台とする『マクロスF』（2008年放映）にはアイランド・クラスター級と称される第五世代型の移民船団が登場し、船団の規模もよりスケールアップしている。シティ艦（またはアイランド船）と呼ばれる居住艦とバトル級空母から構成されており、バトル級はマクロス同様強攻型へのトランスフォーメーション機能を有している。強攻型において手持ちの主砲として用いられるマクロス・キャノンはガンシップとして単艦運用することもできる。後期型バトル級では、さらに本体部分も5隻の戦闘艦に分離可能。

マクロス・クォーター
『マクロスF』には新マクロス級に加え、主人公が所属することになる民間軍事会社S.M.Sの母艦としてマクロス・クォーターが登場する。全長約400mとその名の通り従来の新マクロス級（バトル級）の約4分の1というサイズながら、強攻型へのトランスフォーメーション機能やマクロス・キャノンなど、マクロスの特徴を受け継いでおり、最終話ではダイダロス・アタックと同様の「マクロス・アタック」と呼ばれる戦法を使用する。『劇場版 マクロスF』や関連作品には同型艦が複数登場する。

マクロス・エリシオン
2067年を舞台とする『マクロスΔ』（2016年放映）には、星間複合企業体ケイオス所属のSDF/C-108 マクロス・エリシオンが登場する。腕以外はマクロス・クォーターに似た艦形だが、サイズは800m級と倍近い。マクロスの2/3ほどのサイズで非公式設定本の「ヴァリアブルファイター・マスターファイル」では「マクロス・ツーサード級」としている。この艦もトランスフォーメーション機能を有しており、通常は強攻型で惑星上に停泊している。最終話では強攻型の左腕にあたる空母「アイテール」艦首にピンポイントバリアを展開し「アイテール・アタック」と呼ばれる攻撃を行う。

マクロス・グラシオン、マクロス・メガシオン
『劇場版マクロスΔ 激情のワルキューレ』には、ケイオス所属でマクロス・エリシオンと同型艦のマクロス・グラシオン、マクロス・メガシオンが登場する。

マクロス・ギガシオン
『劇場版マクロスΔ 絶対LIVE!!!!!!』にはマクシミリアン・ジーナスが艦長を務める可変翼をもったエリシオンの同型艦マクロス・ギガシオンが登場する。

マクロスキャノン
2090年代を舞台とする『超時空要塞マクロスII -LOVERS AGAIN-』（1992年発売）には、統合軍の超大型決戦兵器マクロスキャノンが登場する。ゼントラーディ軍の戦艦ノプティ・バガニスを主砲として4隻連結しており、発射時にはトランスフォーメーションを行う。

## 『ロボテック』版
竜の子プロダクション制作の『超時空要塞マクロス』・『超時空騎団サザンクロス』・『機甲創世記モスピーダ』の3作品をハーモニーゴールド USA 社 (Harmony Gold USA) がライセンス取得し、同一世界の異なる時代と世代を描いた、連続する一つの大河シリーズとして翻案、再編集された作品である『ロボテック』においては、『サザンクロス』に登場する異星人ゾル人がプロトカルチャー（太古の異星人）の末裔で、「ゼントラーディ」軍の「監察軍」であると設定され、マクロス艦は「シアン・マクロス級」のネームシップとしてマイクローン・サイズの彼らと巨人が共同で運用することを前提に設計建造された特殊な艦船とされている。
「ゾア・デリルダ (Zor Derelda) 」は、プロトカルチャー（資源）の「マトリックス（子宮体）」を秘密裏に搭載した「シアン・マクロス級」・ネームシップ（≒1番艦） "Macross" を支配達の濫用から保護するために他の恒星系に放逐する。
このため、支配者たちは「インビッド（Invid）」との長きにわたる戦争に関する戦局の優勢を可能とするために、まず手始めにプロトカルチャー（資源）の「マトリックス（子宮体）」供給を捕える最後の見込みをもって、すでに暴走を引き起こしていながらも彼らの僕（しもべ）としての忠誠をいまだかろうじて維持していた戦闘種族ゼントラーディ人（Zentraedi）のとある基幹艦隊を、彼らの既知のこの宇宙に関する情報源に基づいて「テラン恒星系（太陽系）」に差し向ける。
「ダイダロス・アタック」に関しては、ピンポイントバリアを応用した窮余の衝角戦術であると説明され、名称もより英語での軍事用語の実態に近い「ダイダロス・マニューバー」 (Daedalus maneuver ) 、つまり「ダイダロス機動」（戦術）に変更されている。
『超時空要塞マクロス』第30話に登場する大破した監察軍の艦は、『ロボテック』ではトゥ・サラーム級哨戒巡洋艦とされており、スヴァール・サラン級とほぼ同規模の艦となっている。船型もスヴァール・サラン級と同じレイアウトで細長い艦首から一体成型の二基のメインスラスターへと広がる三角形の形状の幅広な船型であり、ASS-1と同じく直線的なラインを持つスヴァール・サラン級といった趣の艦とされる。

## 商品化
テレビ版放送時より各社からプラモデル、変形トイなどが商品化されている。
マクロス要塞艦
アリイより1982年に発売された1/8000スケールのプラモデル。テレビ版仕様の要塞艦を再現できる。
マクロス要塞艦
イマイより1983年に発売された1/5000スケールのプラモデル。テレビ版仕様の要塞艦を再現できる。初期発売予定アイテム19点はホワイトパッケージで発売されたが、これのみオレンジパッケージで発売された。
マクロス強攻型
イマイより1982年に発売された1/8000スケールのプラモデル。テレビ版仕様の強攻型を再現できる。
マクロス強攻型
アリイより1982年に発売された1/5000スケールのプラモデル。テレビ版仕様の強攻型を再現できる。
ビックマクロス
タカトクトイスより1982年に発売された1/3000スケールの変形トイ。要塞艦・強攻型の変形が可能。アニメ版にはない車輪の展開ギミックもある。
SDF-1 マクロス
ウェーブより2007年に発売された1/5000スケールの完成品モデル。劇場版のマクロスを再現しており、要塞艦・強攻型の変形が可能。
SDF-1 マクロス ムービーカラーエディション
ウェーブより2008年に発売された完成品モデル。上記商品より、劇場版のカラーリングを再現したもの。
1/3000 完全変形 SDF-1 マクロス
やまとより2010年に発売された1/3000スケールの変形トイ。劇場版のマクロスを再現しており、要塞艦・強攻型の変形が可能。2009年の『マクロス超時空進宙式典』で発表され、先行して1/2000スケールの「プロトタイプレプリカキット」がウェブ限定で発売された。
ノンスケール SDF-1 マクロス 劇場版
アルカディアより2014年の『ワンダーフェスティバル 2014［夏］』で販売され、2015年に限定再版された要塞艦時全長約105mm（約1/12000スケール）の無塗装キット。劇場版のマクロスを再現しており、要塞艦・強攻型の変形が可能で、主砲と各関節は可動式。劇中におけるダメージを再現した主砲パーツ付き。
SDF-1 マクロス要塞艦 “劇場版”
ハセガワより2015年に発売された1/4000スケールのプラモデル。劇場版仕様の要塞艦を再現できる。
SDF-1 マクロス要塞艦 w/プロメテウス & ダイダロス
ハセガワより2015年に発売された1/4000スケールのプラモデル。前述の劇場版仕様をベースにしたマイナーチェンジ版で、テレビ版風の要塞艦を再現できる。
SDF-1 マクロス (TV Ver.)
メガハウスより2016年に発売された1/6000スケールの完成品モデル。テレビ版のマクロスを再現しており、パーツ組み替えにより要塞艦・強攻型の変形が可能で、強攻型の主砲と両肘は可動式。
SDF-1 マクロス艦 強攻型 “劇場版”
ハセガワより2016年に発売された1/4000スケールのプラモデル。劇場版仕様の強攻型を再現できる。主砲は可動式。
SDF-1マクロス ミッドナイトスモーククリアVer.
2016年の『メガホビEXPO2016 AUTUMN』開催記念商品としてメガハウスより発売された1/6000 スケールの完成品モデル。カスタムシールと蓄光シール付きの限定品。